# مکتب ظرفشویی

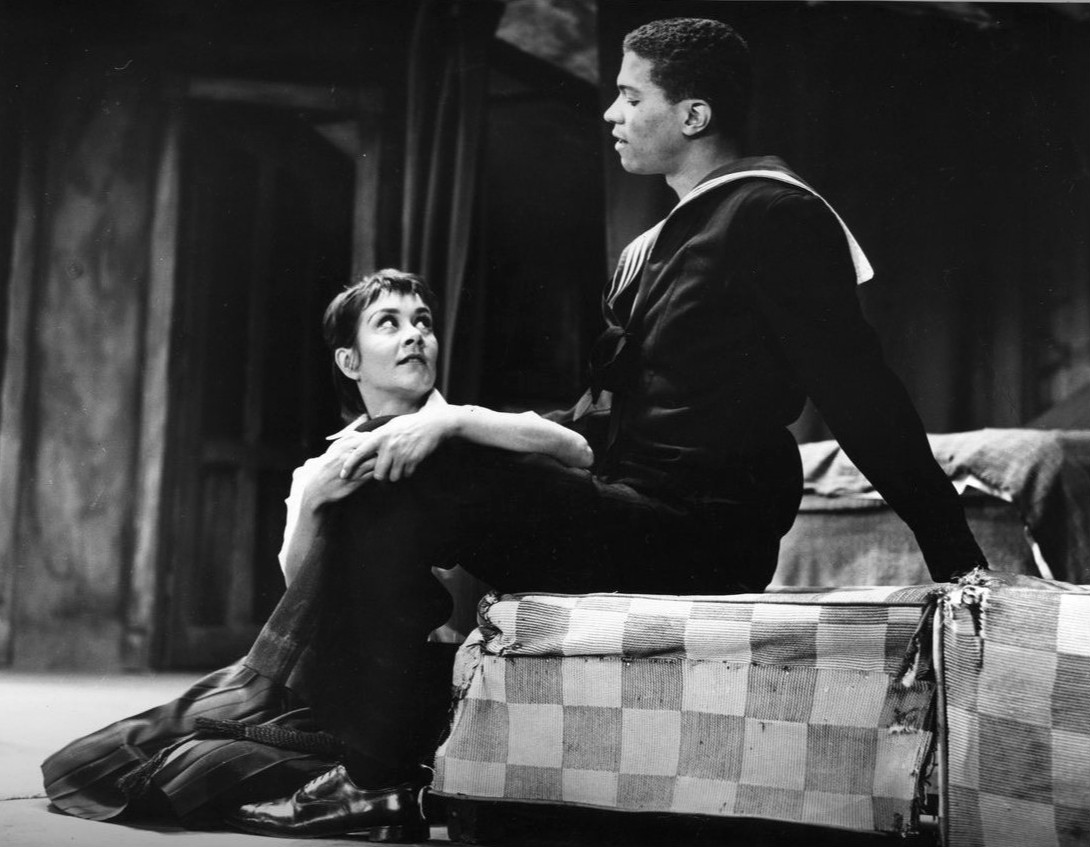
نمایش یک نوک زبان عسل، نمونه‌ای از نمایشنامه‌ی دراما که در سبک مکتب ظرفشویی نوشته شده است.

مکتب ظرفشویی عنوان مکتب هنری نوینی است که از اواخر دهه ۵۰ تا اوایل دهه ۶۰ میلادی در انگلستان و در انواع اشکال هنر مثل تئاتر، نقاشی، ادبیات و سینما شکل گرفت. این مکتب پایه‌اش براساس نوعی واقعگری اجتماعی با دیدی انتقادی و اهانت آمیز مبتنی بود و مضامینش از امور مبتذل و صحنه‌های کراهت انگیز زندگی روزمره گرفته می‌شد. 